# Хондураска шипоопашата игуана
Хондураската шипоопашата игуана (Ctenosaura melanosterna) е вид влечуго от семейство Iguanidae. Видът е застрашен от изчезване.

## Разпространение
Разпространен е в Хондурас.